# 维斯瓦河行动
维斯瓦河行动是1947年波兰把境内东南部乌克兰人、博伊科人、兰科人强制迁徙至“收复的领土”行动的代号。该行动由受苏联支持的波兰共产党政权执行，其目的为消除当地人对乌克兰反抗军的物质支持。1947年前，乌克兰反抗军一直在喀尔巴阡山省和卢布林省进行游击战活动，期间波兰裔苏联红军将领卡罗尔·希维尔切夫斯基被反抗军击毙。希维尔切夫斯基之死成为接下来波兰展开维斯瓦河行动的借口。而维斯瓦河行动实际上消除了当地的敌对行为。从1947年4月28日起的3个月内，在苏联的许可和帮助下，当地141000人被强制迁移到了德国前东部领土。一些波兰和乌克兰政治家将此次行动视作“种族清洗”和种族灭绝。